# Piazzetta Orefici
La Piazzetta Orefici, più nota come Piazza Orefici, è una piazza del Centro storico di Napoli, situata nel quartiere Pendino ed è il fulcro di Borgo Orefici.
In questa piazzetta, fin dai tempi della regina Giovanna I, si radunavano gli orafi che qui avevano collocato le proprie botteghe artigiane. Nel mezzo della piazza sedeva "l'Udienza", un edificio dal quale i quattro Consoli della Corporazione degli Orefici sorvegliavano il lavoro. Il simbolo della piazzetta è Il Cristo di Piazza Orefici. 

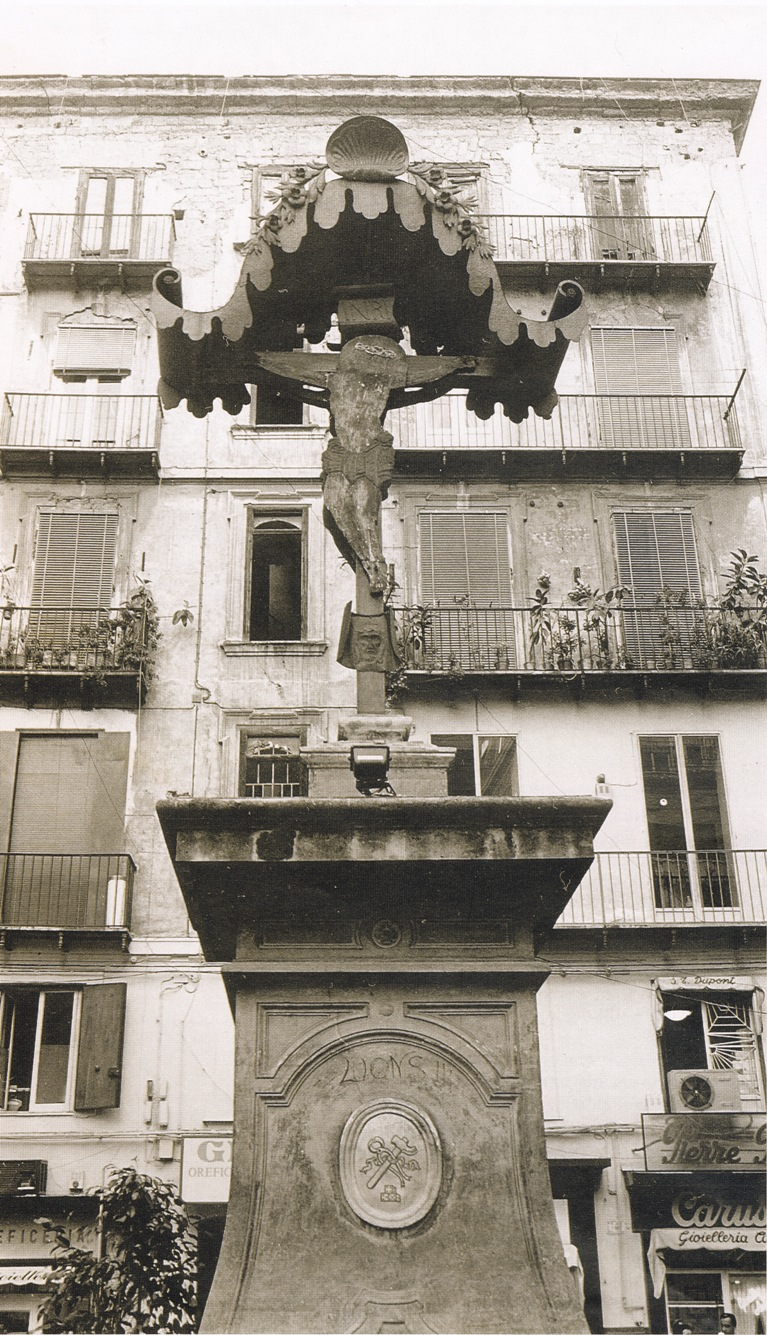
Crocifisso ligneo Periodo: XI secolo

## Crocifisso ligneo
Il Crocifisso ligneo, simbolo di piazza Orefici, fu realizzato per volere dalla famiglia Di Roberto nel XVIII secolo, a seguito di un’epidemia di peste. La particolarità di questo manufatto ligneo è la possibilità per lo spettatore di trovarsi di fronte alla sacra effige da entrambi i lati della croce. Il Crocifisso, posto sotto una copertura in rame battuto, è sostenuto da un basamento in calcestruzzo armato dove sono rappresentati i simboli della passione di Cristo.
La leggenda vuole che un commerciante di pietre preziose, un certo Francesco di Roberto avesse un fratello che soffriva di violentissimi attacchi d’asma. In una giornata afosa del 1839, i due andarono a fare una passeggiata tra le campagne di Afragola in cerca di frescura. A un certo punto la loro carrozza si fermò davanti ad un Crocifisso posto in un viottolo solitario. Da quel momento Salvatore il fratello ammalato si sentì improvvisamente meglio, gli attacchi d’asma terminarono. I due fratelli vollero che la preziosa effige fosse portata all'interno del Borgo Orefici e posta nella piazza centrale.